# Abbazia di San Vincenzo al Volturno
L'abbazia di San Vincenzo al Volturno è una storica abbazia benedettina posta nel territorio dei comuni di Castel San Vincenzo e di Rocchetta a Volturno in provincia di Isernia, nell'alta valle del Volturno.
Il sito comprende gli scavi dell'abbazia longobarda del V secolo sulla riva sinistra del fiume e la nuova abbazia del XII secolo sulla riva destra che, profondamente ricostruita nei secoli, è tutt'oggi visitabile e ospita una comunità benedettina.

## La basilica antica
L'area su cui è sita l'abbazia era già popolata in epoca tardoromana. Tra il V e il VI secolo, tra gli edifici oramai in disuso, furono realizzate una chiesa e un'area funeraria.

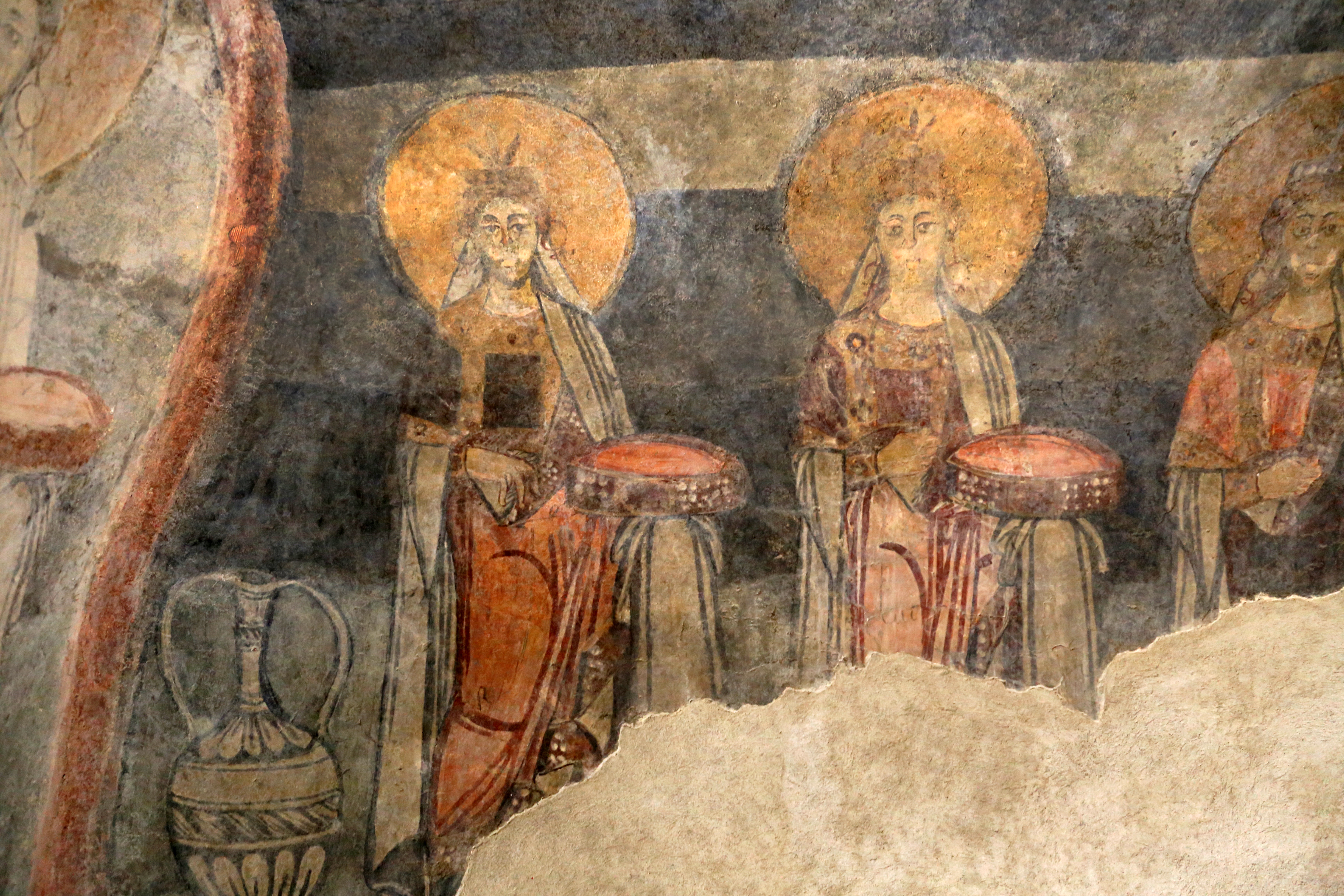
Teoria di sei sante in costume bizantino, decorazione ad affresco della cripta di Epifanio, secondo quarto del IX secolo

Secondo il Chronicon Vulturnense il cenobio nacque grazie a tre nobili di Benevento, tali Paldo, Tato e Taso, che nel 731 vi impiegarono tutto il loro ricco patrimonio. Costoro, per intraprendere vita ascetica, raggiunsero l'abbazia di Farfa, abbazia benedettina in Sabina. L'abate Tommaso di Moriana suggerì loro di fondare un'abbazia presso il fiume Volturno, dove vi era già un oratorio dedicato al santo che avrebbe dato nome alla futura abbazia, San Vincenzo. La fondazione di tale oratorio viene attribuita a Costantino I il Grande. Sottolineare l'origine beneventana dei tre fondatori da parte del Chronicon, fa supporre che l'istituzione sia stata favorita cercando nuovo prestigio dal longobardo Gisulfo II, duca di Benevento dal 743 al 749.
Con l'arrivo dei Franchi dal nord, l'abbazia si trovò in una zona di confine tra Franchi e Longobardi. Nel 774 era abate il franco Ambrogio Autperto. Nel 782 divenne abate il longobardo Potone: fu deposto per aver lasciato il coro durante una lode cantata a Carlo Magno; solo giurando fedeltà al re dei Franchi riuscì a tornare ai suoi incarichi. Il 27 marzo 787 lo stesso re dei Franchi concesse privilegi fiscali e giurisdizionali tali da equiparare l'abbazia alle maggiori europee. Nel IX secolo, con gli abati Giosuè, Talarico ed Epifanio l'abbazia si espanse divenendo una piccola città, con 350 confratelli e vasti possedimenti terrieri.
Nell'848 l'abbazia fu danneggiata da un terremoto. Dodici anni dopo fu ricattata da Sawdān, emiro di Bari, a cui fu versato un ingente tributo per non subire un saccheggio. Nell'881 alcuni Saraceni al soldo del duca Atanasio II di Napoli, grazie al tradimento della servitù dei monaci, depredarono e bruciarono il cenobio. I superstiti fuggirono a Capua; ritornarono a costruire l'abbazia nel 914, riuscendovi solo alla fine del secolo grazie all'appoggio diretto degli imperatori Ottone II e Ottone III. I monaci tentarono di costruire nell'alta valle del Volturno una podestà attraverso l'amministrazione della giustizia e la riscossione dei tributi.

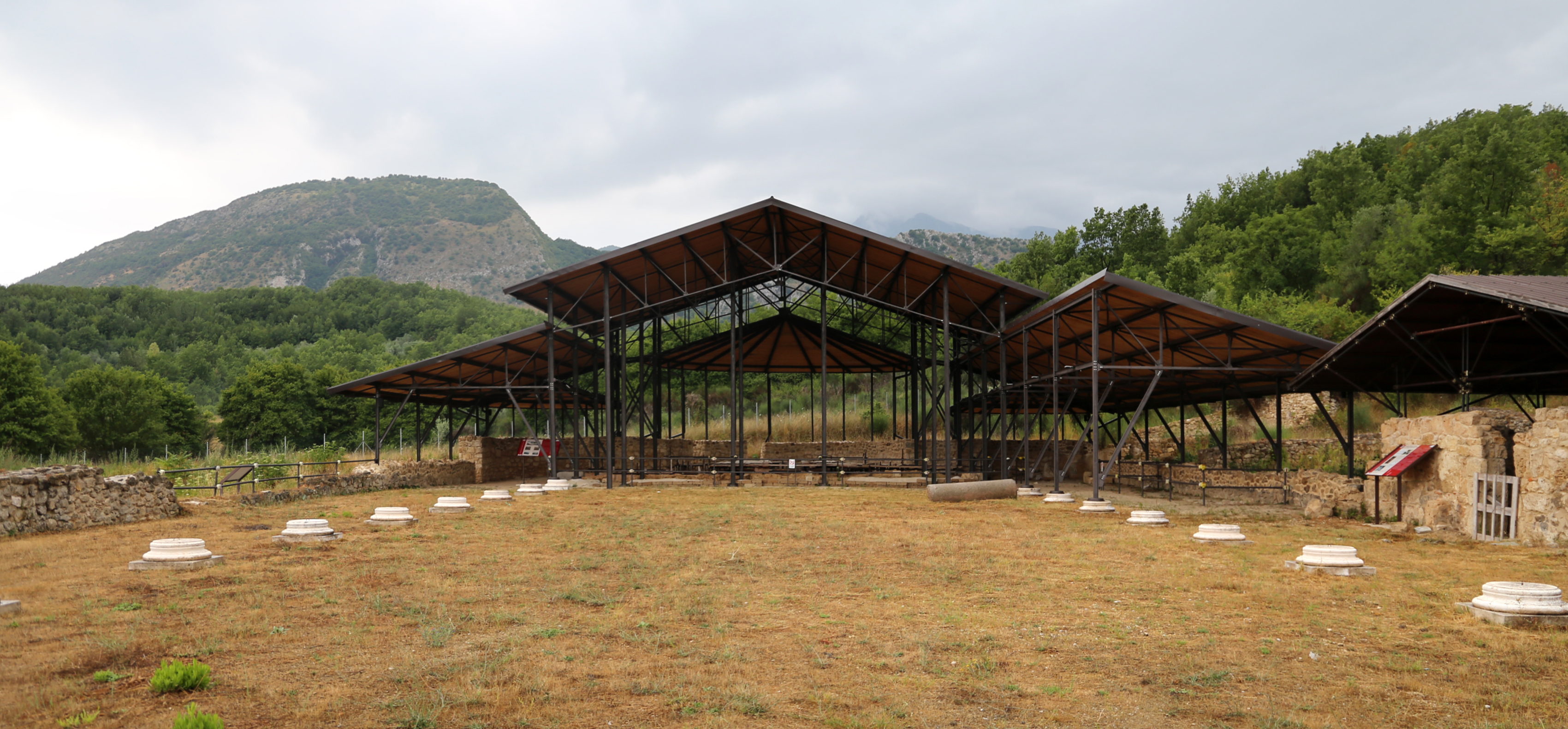
Scavi di San Vincenzo: la basilica di San Vincenzo Maggiore

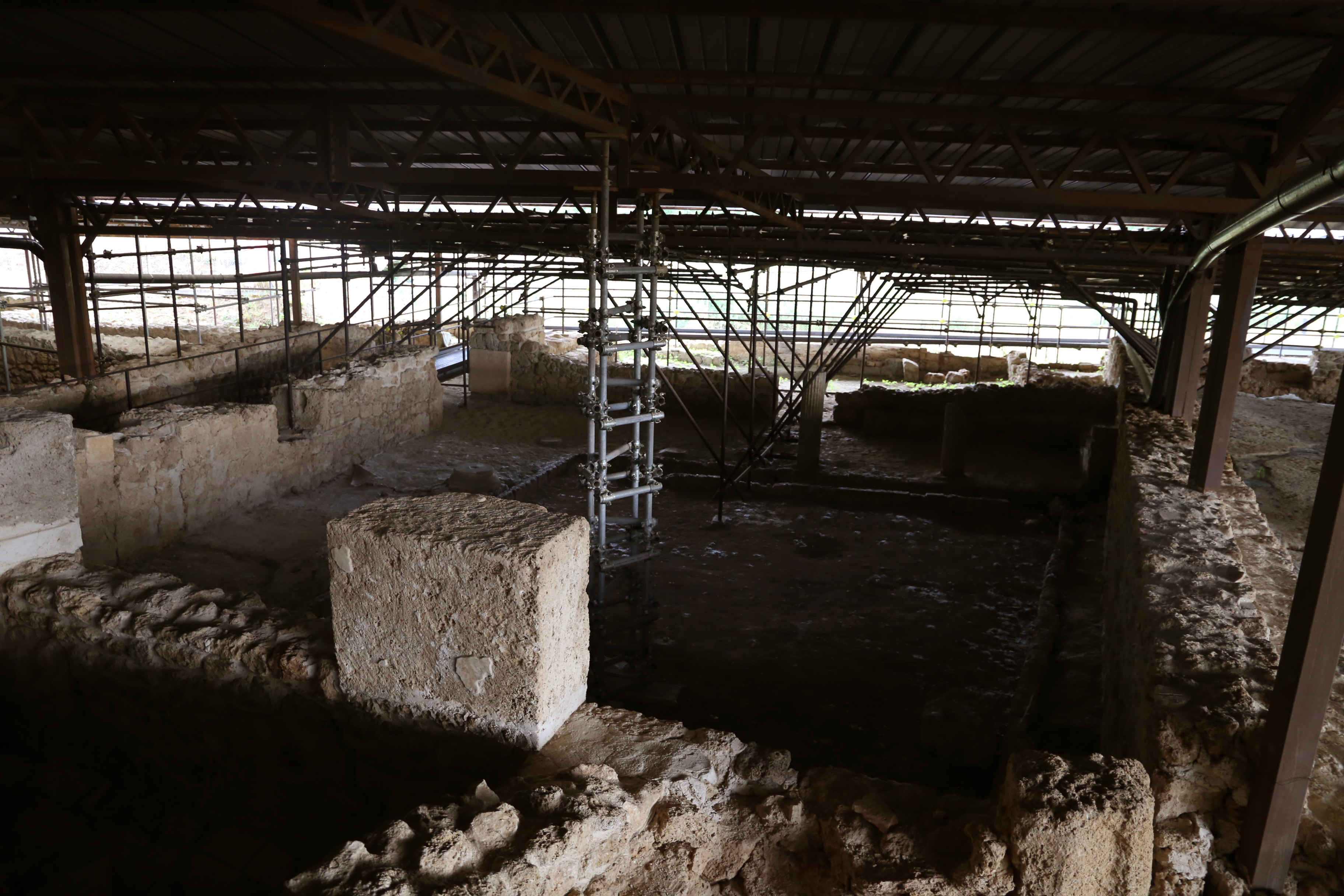
Scavi di San Vincenzo: corte e foresteria

Sul finire dell'XI secolo i monaci, per difendersi da un eventuale attacco normanno, si trasferirono in una posizione più difendibile; nell'anno 1115 papa Pasquale II consacrò la nuova chiesa abbaziale. Nel XII secolo avvenne la conquista normanna degli Abruzzi, che portò progressivamente nei secoli successivi al disgregamento della signoria monastica. Nel 1349 un nuovo sisma distrusse San Vincenzo al Volturno, lasciando spazio all'espansione politica di Montecassino. Occupato da un numero sempre minore di confratelli, dal XV secolo l'abbazia iniziò ad essere gestita, a livello sia spirituale sia economico, dall'esterno. Nel 1669 tutti i territori dell'abbazia volturnense vennero assegnati ai monaci cassinensi che lo amministrano in tutto e per tutto, fatto che sancì definitivamente la fine della sua autonomia.
A causa dei bombardamenti della seconda guerra mondiale alcune parti dei ruderi dell'abbazia e una piccola chiesa successiva subirono pesanti danni. Angelo Pantoni, monaco di Montecassino si è occupato per anni dell'impianto di un nuovo monastero. Grazie a lui dal 1989 San Vincenzo al Volturno ospita nuovamente una comunità: le benedettine giunte dal cenobio del Connecticut Regina Laudis.

### Cronotassi degli abati

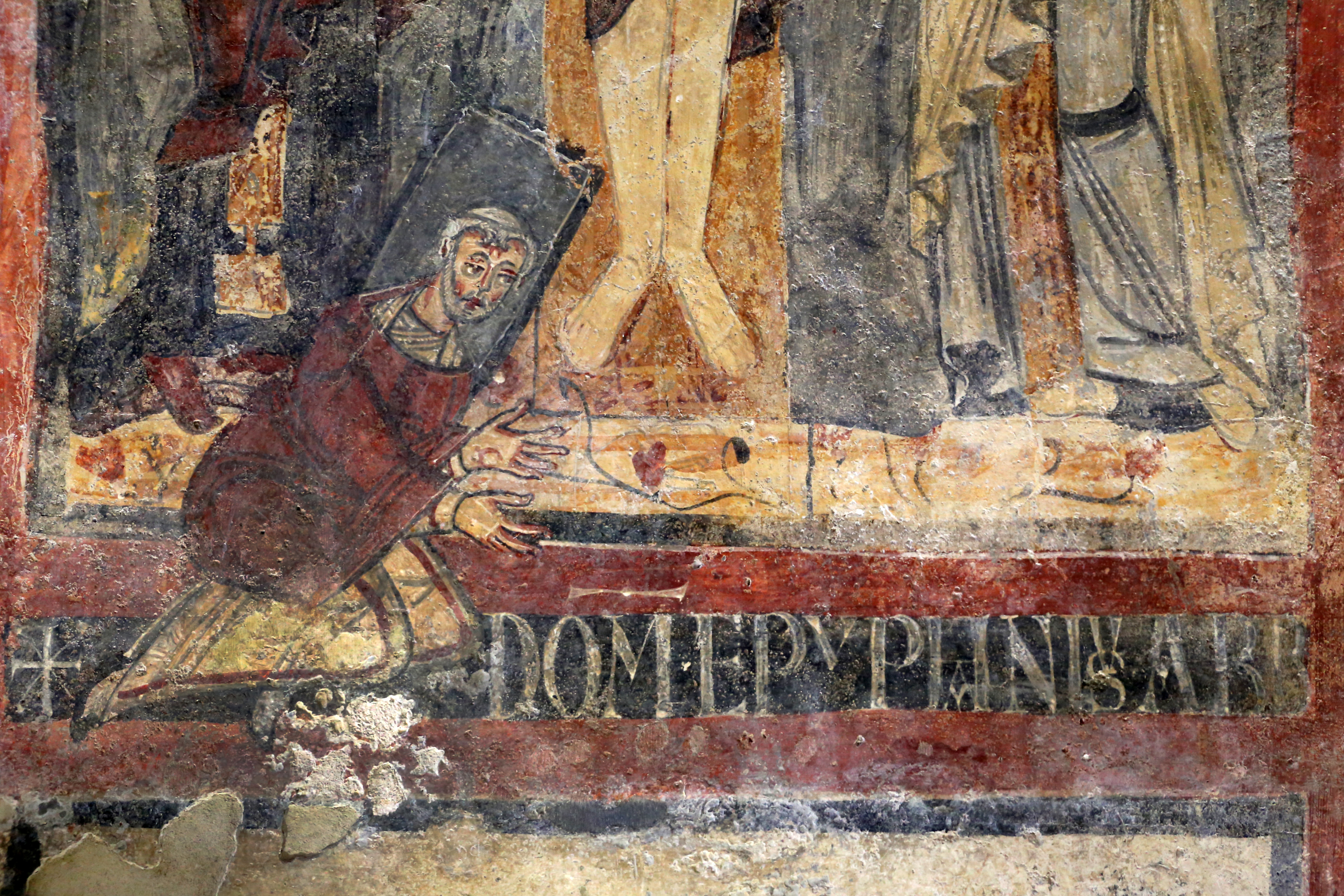
L'abate Epifanio

Lista degli abati dal Chronicon Vulturnense:
- 703-720 San Paldone
- 720-729 San Tatone
- 729-739 San Tasone
- 739-760 Atone
- 760-763 Ermeperto
- 763-777 Giovanni I
- 777-778 Sant'Ambrogio Autperto
- 778-781 sede vacante
- 781-783 Potone
- 783-792 Paolo I
- 792-817 Giosuè
- 817-823 Talarico
- 824-842 Epifanio
- 842-844 Totone
- 844-853 Iacopo
- 853-856 Teutone
- 856-863 Giovanni II
- 863-872 Artefuso
- 872-901 Maione
- 901-920 Godelperto
- 920-944 Rambaldo
- 944-962 Leone
- 962-981 Paolo II
- 981-984 Giovanni III
- 984-998 Roffredo
- 998-1007 Giovanni IV
- 1007-1011 Maraldo
- 1011-1045 Ilario di Matera
- 1045-1053 Liutfredo
- 1053-1057 sede vacante
- 1057-1079 Giovanni V
- 1079-1117 Gerardo
- 1117-1139 Amico
- 1139-1144 Giovanni VI

### IlChronicon Vulturnense
Le prime vicende storiche relative all'antica abbazia sono raccolte nel Chronicon Vulturnense, un codice miniato. Il monaco Giovanni redasse tale testo in scrittura beneventana nel 1130 circa, attingendo a fonti dell'VIII, IX e inizio X secolo, ma spesso manomettendo delle informazioni a scopo agiografico. Tuttavia, il Chronicon riordinò le memorie del cenobio, in un momento in cui l'Italia centrale era minacciata dall'espansione normanna. Oggi il codice è conservato presso la Biblioteca Apostolica Vaticana, BAV Barb. lat. 2724.

## L'abbazia nuova
Prima del rifacimento promosso dall'abate Pantoni, l'attuale "abbazia nuova" si presentava, secondo immagini storiche, come una modesta cappella in pietra grezza, a conci irregolari, a pianta rettangolare. La facciata tardo barocca fu commissionata dalla badia di Montecassino, era intonacata e con un portale architravato semplice, sovrastato da finestra rettangolare. Sulla sommità due campanili gemelli a vela.
Il retro mostrava tracce delle absidi medievali e qualche contrafforte laterale. L'interno a navata unica era completamente diverso dall'impianto attuale goticheggiante, modesto e in stile neoclassico semplice, voltato a botte.

### La costruzione di una vera abbazia

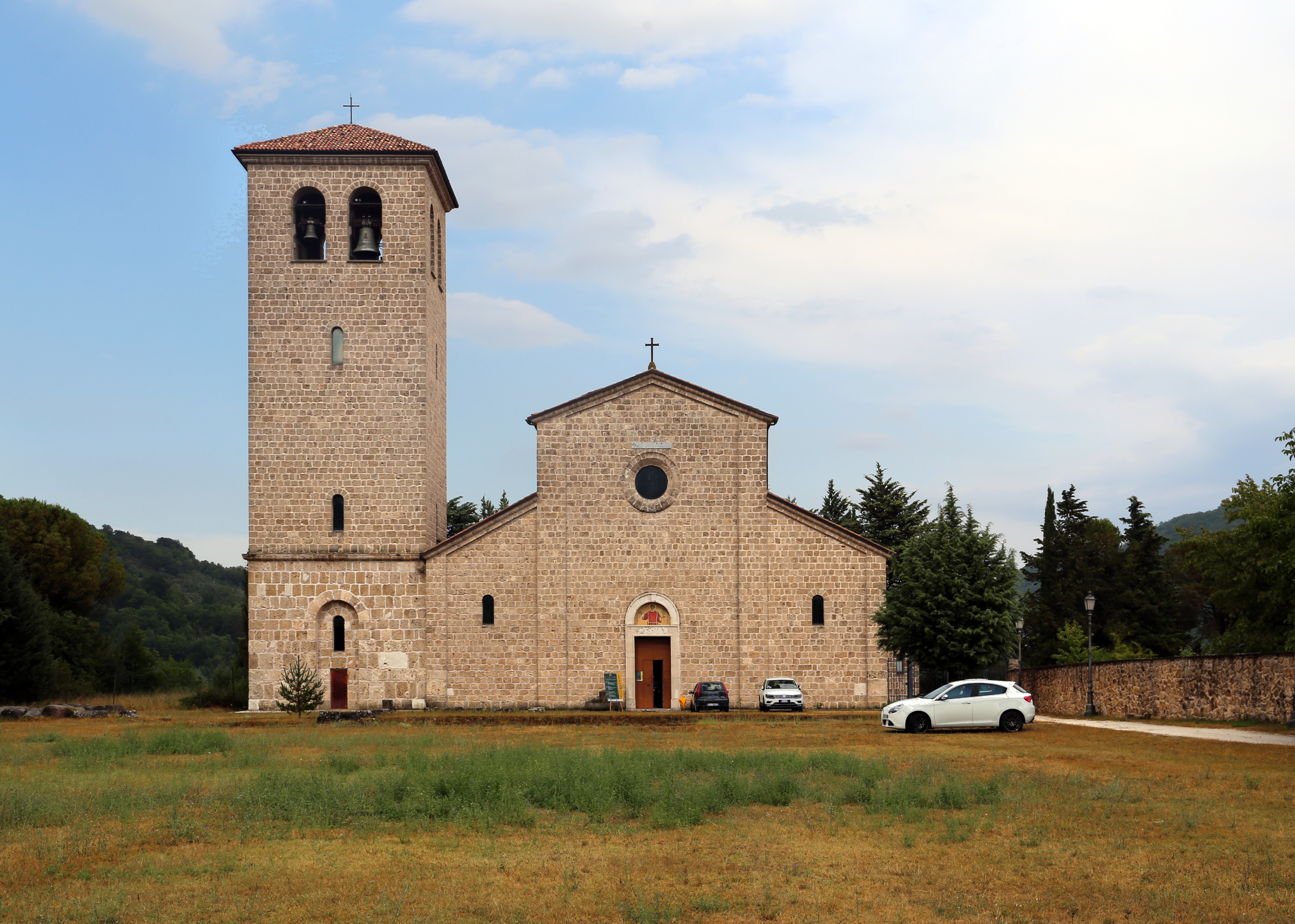
L'abbazia nuova

Fondata fuori dall'area di San Vincenzo Maggiore nel XII secolo. Il Chronicon riporta le fasi di edificazione, consacrata da Pasquale II nel 1115. Viene descritta come un edificio a tre navate divise in due file di dodici colonne, preceduto da un atrio. I restauri e le ricostruzioni che il complesso ha subito nel secondo dopoguerra hanno modificato la fisionomia dei singoli edifici, al punto che oggi è difficile proporre delle ipotesi di ricostruzione. Il monastero fu costruito entro un recinto fortificato di cui sono visibili alcuni resti, insieme a quelli pertinenti ad una torre di difesa a sud-est. All'opposto estremo di questo lato sono visibili resti di una torre di controllo a nord-ovest e un muro di recinzione. La basilica appare oggi nella forma accolta in seguito alle ricostruzioni degli anni sessanta, e proprio davanti all'ingresso si trovano tracce dell'atrio, scoperto con gli scavi degli anni novanta.

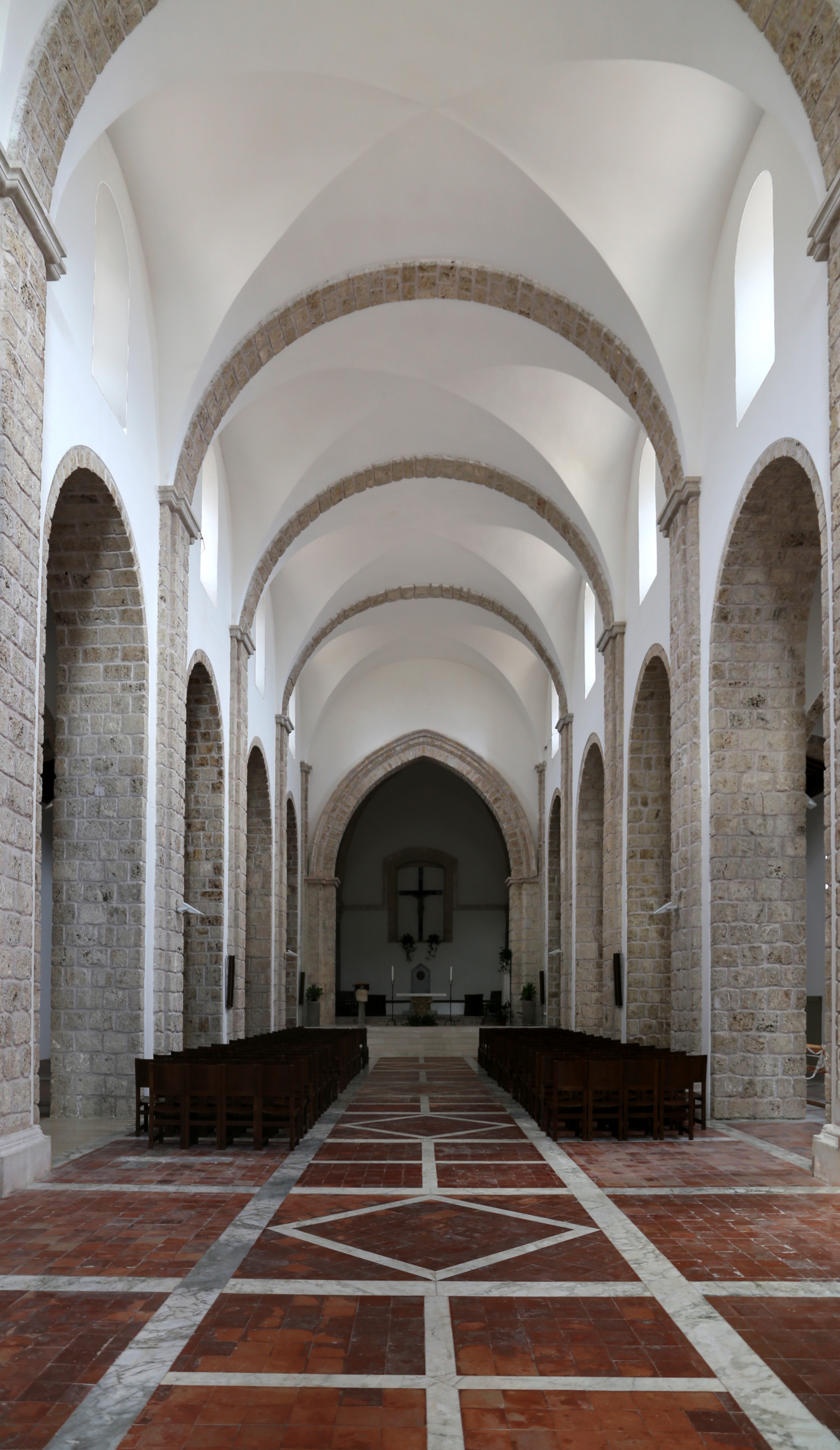
Interno dell'abbazia nuova

L'abbazia ha pianta longitudinale rettangolare con la facciata a salienti, scandita da contrafforti, che delimitano anche il punto di divisione interno da parte delle colonne, che compongono le tre navate. La facciata in stile romanico ha un portale principale a tutto sesto, affiancata da una robusta torre campanaria, e al centro in alto presenta un grande oculo. L'interno ha le volte a crociera costolonate, diviso in tre navate da pilastri con arcate a tutto sesto, l'altare è preceduto da un arco trionfale, l'abside semicircolare reca tracce di affreschi duecenteschi.

### Palazzo abbaziale
Si trova accanto all'abbazia nuova, ed è stato in parte ricostruito negli anni sessanta, ispirandosi ai canoni medievali. Ha pianta a L, con un braccio più grande dell'altro, l'esterno è rivestito in conci di pietra, con ordine regolare di piccole aperture. L'accesso è dato da un piccolo portico situato all'angolo formato dall'unione dei due corpi. Il palazzo ospita oggi una comunità benedettina, e non è visitabile, se non per delle preghiere.

### Il complesso monastico

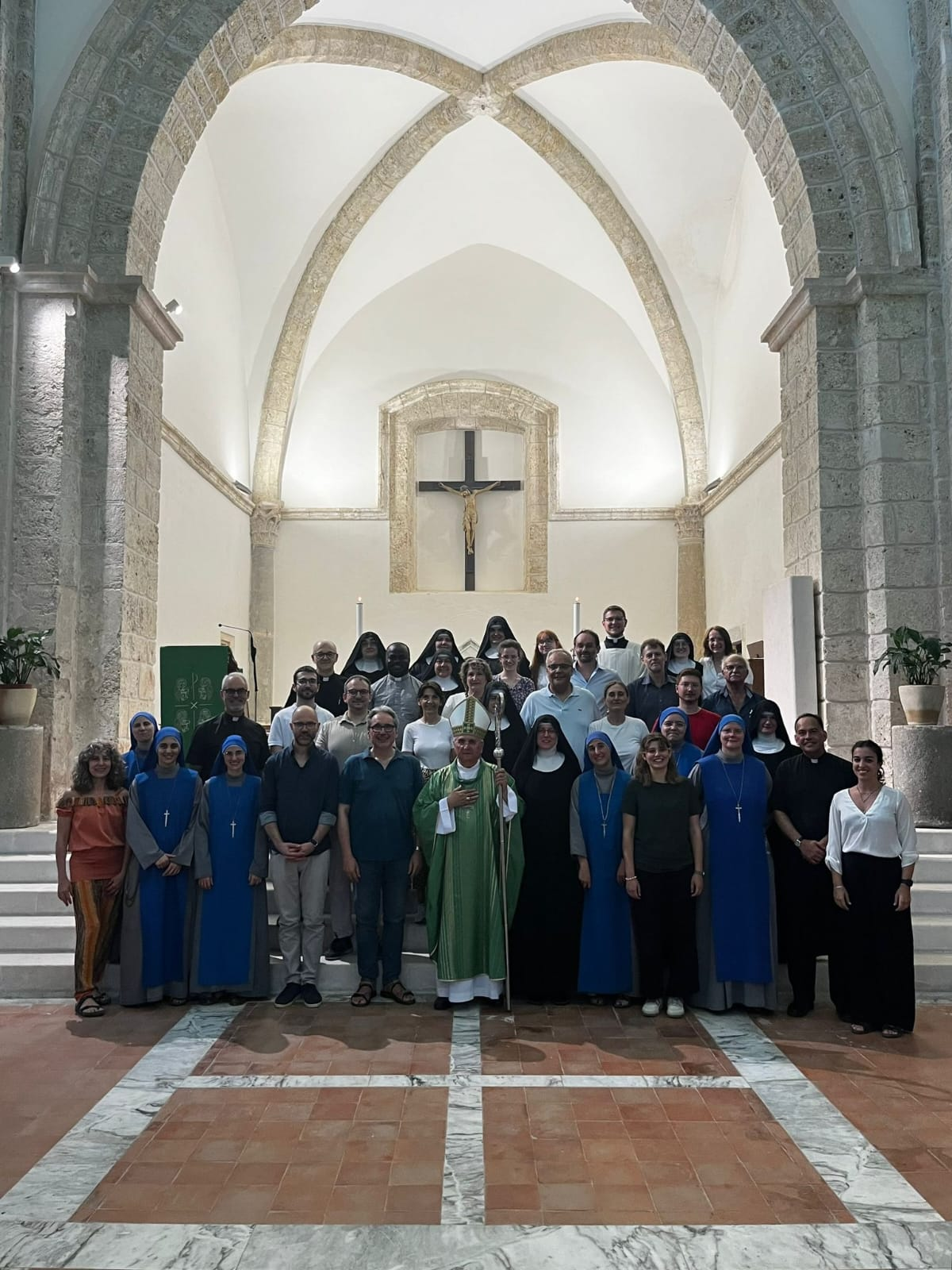
Il Vescovo Monsignor Camillo Cibotti, insieme alle monache di San Vincenzo al Volturno, ai docenti e ai corsisti nella foto ricordo al termine della V edizione del Corso estivo di Canto gregoriano (2024).

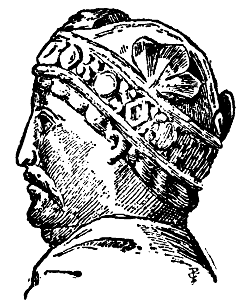
Ritratto di Carlo Magno, il sovrano elargì numerose concessioni all'abbazia, facendola diventare una delle più importanti del sud Italia longobardo

Oltre all'abbazia, il complesso di San Vincenzo si divide in una Basilica e in una cripta separata. In origine i tre edifici erano collegati da mura.

## Gli scavi archeologici
Il complesso archeologico si trova davanti all'abbazia nuova, oltre il fiume. Con gli scavi archeologici è stato possibile proporre un percorso virtuale:
- Ponte della Zingara: permette l'accesso al monastero, è realizzato in pietra, con arcata unica, che poggia su spallette realizzate in conci di travertino, e probabilmente collegate con un sistema di banchine che delimitavano il corso del fiume. La struttura è del XVII secolo.
- Corridoio d'ingresso: pavimentato in laterizi, aveva la funzione di introdurre all'interno della chiesa. A sinistra si apre una porta che dà accesso alla corte a giardino, mentre a destra si aprono una serie di varchi che immettono in ambienti ricavati dalla navata della chiesa sud. La corte a giardino ha pianta trapezoidale: i lati settentrionale e orientale erano porticati, e la parte centrale caratterizzata dal giardino, che possedeva un grande vaso marmoreo con scene dionisiache di fino II secolo d.C., materiale di spoglio. Il lato orientale presenta un pavimento in laterizi e la parete decorata con affreschi (pilastri inframmezzati da vasi con piante), e munita di un bancale in muratura. Da questo lato si accedeva ad un altro ambiente, anch'esso caratterizzato da un bancale in muratura che correva lungo le pareti nord e ovest, e che è probabilmente da interpretare come sala di sosta per i visitatori.
- La chiesa di San Vincenzo Maggiore era originalmente dedicata alla Vergine, costruita nella metà dell'VIII secolo, sostituendone una più antica. La navata, coperta da capriate, è divisa in tre ambienti (lavori del IX secolo), quando venne creato un primo piano adibito a spazio di ricevimento. All'interno dell'area absidale sono visibili i resti di un altare in muratura, decorato ad affresco sulle quattro facce, con motivi a croci gemmate e dischi multicolori, e caratterizzato da nicchie destinate a ospitare le reliquie.
Il vestibolo è un piccolo ambiente a pianta irregolare, pavimentato con accurata selezione dei laterizi e con le pareti riccamente affrescate nella fascia inferiore, con raffigurazioni di lastre di marmi venato. Lungo il lato est corre un bancale in muratura, l'accesso al piano superiore della chiesa avviene attraverso una scala, in parte distrutta nel X secolo, per la costruzione di un gruppo di tombe a cassa, anch'esse affrescate.
- Sala dei Profeti: ha forma trapezoidale, e vi si accede dal vestibolo. I lati ovest, nord ed est sono dotati di bancali in muratura; il lato sud si apre direttamente su uno dei portici della grande corte centrale del monastero, e su una rampa di scale che dà accesso al corridoio che porta a San Vincenzo Maggiore. La sala è chiamata così per la decorazione della parete ovest, che mostra una fila di personaggi reggenti nelle mani dei cartigli, tra cui sono stati riconosciuti i profeti Michea e Geremia. La parete est era decorata con un'analoga fila di personaggi, rappresentanti gli Apostoli, dei quali però poco si è conservato. La decorazione della parte bassa riprende il motivi a finti marmi già visto nel vestibolo, mentre il pavimento in laterizi è in ottimo stato di conservazione.
- Refettorio: è un ampio vano rettangolare, diviso in due da una spina muraria centrale, in cui erano alloggiate le colonne che servivano a sostenere il tetto. Ha un ingresso monumentale con soglia monolitica in marmo bianco di età romana, e con due grandi elementi in calcare riutilizzati, provenienti da un sepolcro romano del II secolo a.C. Lungo le pareti e nella spina centrale sono sistemati dei bancali in muratura, che servivano per far accomodare i monaci durante la refezione. A destra dell'entrata all'angolo, era sistemata una piccola pedana per il pulpito, per la lettura dei testi durante il pasto, mentre a sinistra si trovava un grosso mobile in legno, usato per conservare le stoviglie. Tutto lo spazio del refettorio è pavimentato in laterizi, tranne la striscia sottostante la credenza, e decorato da pitture con motivi analoghi a quello della Sala dei Profeti.
- Lavatorium e Cucine: è il lavabo collettivo dei monaci, struttura poligonale caratterizzata da un sistema di canalizzazione funzionale al rifornimento idrico. Pavimentato in laterizi, presenta al centro i resti di un pilastro quadrato che sosteneva la copertura. Le cucine furono costruite nel IX secolo, si articolano in due ambienti, la cucina vera ed un vano che doveva fungere da anticucina. Inizialmente i pavimenti in laterizi sono successivamente coperti da un battuto di terra; nella cucina sono visibili i resti di una botola usata per attingere all'acqua del fiume e la base rettangolare del piano di cottura, realizzata in laterizi e blocchi di tufo vulcanico. Alle spalle di questa si trova una mensa ponderaria di età romana, che permette di calcolare le quantità di cibo da preparare. Tra la mensa e il muro nord dell'ambiente è realizzato uno scivolo, con due file affiancata di tegole, per eliminare i rifiuti dei cibi residui. Nell'angolo sud-est è invece sistemato un grande focolare collegato ad un'altra struttura inserita nel muro, ossia la base della canna fumaria.
- Loggiato e magazzini: il corridoio ovest è aperto verso l'area centrale di un loggiato, chiuso verso Colle della Torre, pavimentato in laterizi e contro la parete è sistemato un sedile in muratura continuo. La struttura è coperta con un tetto a falda unica, sostenuto da archi in muratura poggianti all'esterno sui pilastri che sostengono il loggiato. Come magazzino viene interpretato l'ambiente rettangolare alle spalle del tratto iniziale del corridoio ovest, parzialmente scavato nel banco di travertino del Colle della Torre. Lo spazio interno era probabilmente diviso in tramezzi lignei. Sono stati trovati attrezzi da muratore e carpentiere e materiale che dovevano essere messi in opera.
Il loggiato ricavando scavando la parete di travertino, conduce alla rampa d'accesso della chiesa, è riccamente decorato da affreschi nella parete interna, con uno schema di pannelli con all'interno figure geometriche o animali. Continuando al di sopra dei loggiati, il primo terrazzamento ospitava i dormitori, il secondo era zona sepolcrale, il terzo è caratterizzato da imponenti soluzioni di almeno due edifici non identificati, uno dei quali forse è una piccola chiesa.

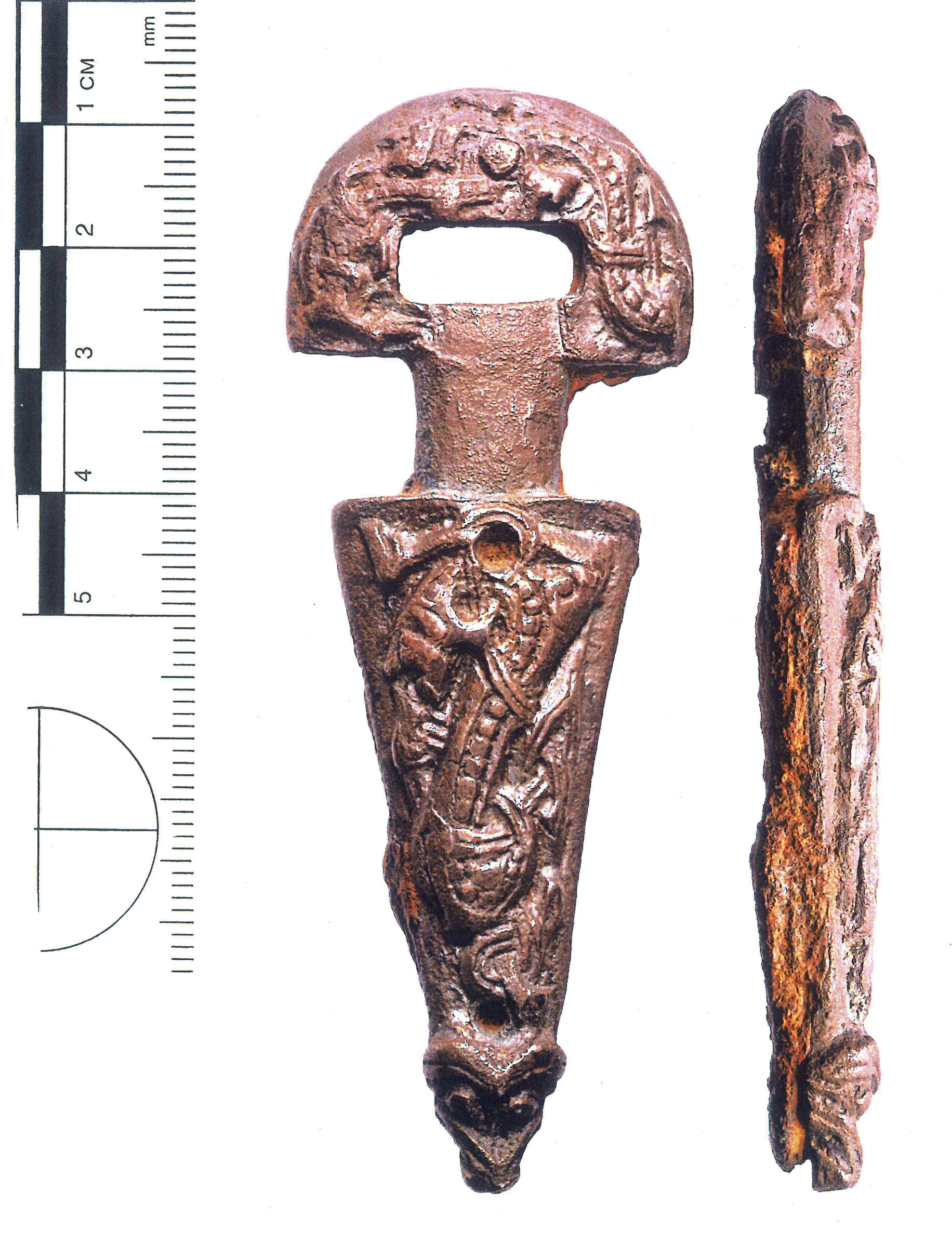
Utensili medievali rinvenuti negli scavi di San Vincenzo Maggiore

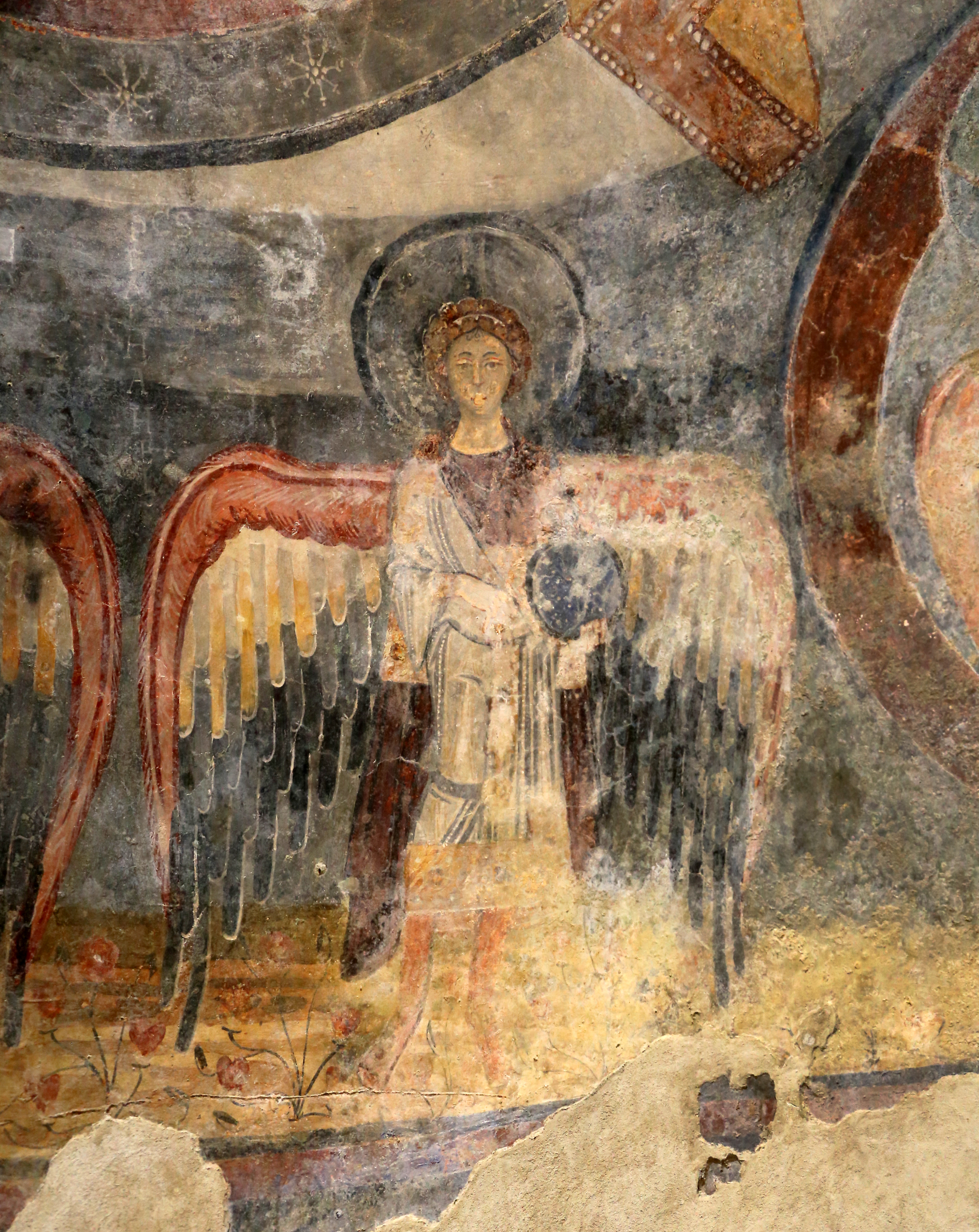
Cripta di Epifanio, dettaglio dell'affresco della Madonna in trono benedicente con sei angeli

- Cripta e pianta di San Vincenzo Maggiore: la basilica di San Vincenzo è triabsidata, priva di transetto e divisa in tre navate da due file di dodici colonne: ha la facciata rivolta a oriente, e le absidi a occidente, riproducendo l'orientamento delle basiliche paleocristiane romane. Nel IX secolo l'accesso avveniva lungo il lato settentrionale, attraverso un ampio ingresso centrale nell'assetto architettonici. Successivamente venne aperto l'ingresso sulla facciata orientale, realizzando un grande avancorpo su cui era impostata una scala monumentale; questa conduceva all'atrio (il paradisus), circondato da portici. Il lato occidentale a ridosso della facciata venne utilizzato per la sepoltura dei monaci, nell'XI secolo al centro di questo lato venne costruita una grande torre per l'accesso più protetto alla chiesa, e altre due torri minori vennero erette alle due stremità della facciata, dando alla struttura il tocco "triturrium" di origine tedesco.
La pavimentazione è in "opus sectile", e le pareti affrescate, l'abside centrale dell'XI secolo era decorata da un'immagine di Cristo attorniate da schiere angeliche. La navata centrale è delimitata ad ovest da una pergula con apertura centrale, alle cui spalle partono due rampe di scale che danno accesso al presbiterio rialzato al di sopra della cripta. La cripta anulare è accessibile dalle navate laterali ed ha una camera centrale cruciforme, collocata sotto l'altare maggiore. In questa camera erano conservate le reliquie di San Vincenzo martire all'interno di un'urna. Le pareti affrescate avevano i ritratti di santi e monaci illustri.
- Cappella di Santa Restituta: venne costruita presso l'originaria entrata laterale della basilica, nell'ultimo quarto dell'XI secolo. Edificio a pianta quadrata, diviso in tre navate da coppie di colonne. Il presbiterio è sopraelevato rispetto alle navate, chiuso da tre piccole absidi. La pavimentazione è in opus sectile, si segnala la presenza di un'iscrizione riutilizzata di età augustea, in cui si legge la parola "gladiatorio", indizio di una sua provenienza dalla vicina Venafrum (Venafro), dove ancor oggi si trova l'anfiteatro romano, oppure da altre colonie come Alife o Teanum. Le pareti affrescate del XII secolo ritraggono figure animali e umane dentro clipei.

### Cripta dell'abate Epifanio
La chiesa nord, soprannominata "cripta di Epifanio", fa parte del complesso di San Vincenzo Minore. Si tratta di un edificio a navata unica coperto in origine da capriate lignee, terminante con abside trilobata e sopraelevate, che conserva tracce di affreschi. Nel presbiterio resta parte di un altare, costituito da un rocchio di colonna di spoglio. La facciata è preceduta da un nartece, costruita nel IX secolo. Presso la cripta si conserva una sepoltura di un personaggio ignoto, forse l'abate Epifanio (in carica dal 6 ottobre 824 al 13 settembre 842, secondo il Chronicon Vulturnense), o un altro personaggio legato fortemente alle vicende storiche del monastero, ritratto nell'affresco maggiore.
All'interno degli scavi si trova anche la chiesa di Santa Maria Insula, detta anche di San Lorenzo, perché all'interno è decorata da un ciclo di affreschi del IX secolo, intatto, che mostrano scene di vita della Madonna, di Gesù, con il martirio di Santo Stefano e di San Lorenzo, e il tratto finale dall'"Apocalisse di Giovanni", e una sfilata di fanciulle con doni in stile bizantino, molto simile ai mosaici ravennati. Gli affreschi sono molto preziosi perché testimoniano una fase importante dello stile pittorico longobardo, realizzate al tempo dell'abate Epifanio, rappresentato ai piedi della Croce, con dipinta sul suo corpo un'aureola quadrata, indicante che il personaggio era ancora in vita al momento della realizzazione.

## Gestione
Dal dicembre 2014 il Ministero per i beni e le attività culturali la gestisce tramite il Polo museale del Molise, nel dicembre 2019 divenuto Direzione regionale Musei.